# Bratsigovo
Bratsigovo ou Bracigovo (en bulgare : Брацигово) est une ville bulgare située dans l’obchtina du même nom et l’oblast de Pazardjik.
On compte 4 646 habitants au recensement de 2004.